# Перегрупування Дімрота
Перегрупування Дімрота (рос. перегруппировка Димрота, англ. Dimroth rearrangement) — переміна місцями екзоциклічного гетероатома Y з циклічним X, що приєднані до одного й того ж sp2-атома C гетероядра в циклічній послідовності атомів =CR–Х–(С=)YH → =CR–Y–
(С=)ХH. Йде при нагріванні, в лужному або кислому середовищах. Має універсальне значення в хімії гетероциклічних сполук, оскільки перегрупування такого типу відомі як для ароматичних, так i для неароматичних п'яти- й шестичленних гетероциклів (також конденсованих систем), у т. ч. циклокатіонів, де обмінюватись здатні циклічний гетероатом та екзоциклічний метиленовий атом C, приєднаний в α-положенні циклокатіона.